# Elias Grip
Elias Grip, född 20 april 1873 i Stockholms-Näs, död 6 augusti 1942 i Norrköpings Borgs församling, var en svensk nordist, författare och skolman.

## Biografi
Grip blev filosofie doktor vid Uppsala universitet 1901 och lektor vid Norrköpings läroverk 1909. Han utgav en mängd översättningar och populära samlingar av folksagor från olika länder samt biografier. Bland hans verk märks främst Några bidrag till kännedom om svenskt folkliv. Folksed, folktro och folkdiktning i Uppland (1917).
Elias Grip är begravd på Borgs kyrkogård.

### Skönlitteratur
- Uppländska folksägner. P. A. Norstedt & Söners Ungdomsböcker ; 112. Stockholm: Norstedt. 1910. Libris 1618605
- Folksagor och legender om Jesu liv. Stockholm: Geber. 1915. Libris 1633983
- Tobbernobbes och andra folksagor från olika länder. Stockholm: Magnus Bergvall. 1915. Libris 1633984
- Bibliska gestalter i folkens diktning : legender och folksagor. Stockholm: Magn. Bergvall. 1916. Libris 1652519
- Folkhumor : skämtsagor och historier från olika länder för ung och gammal. Stockholm: Bergvall. 1916. Libris 1652522
- Balkansagor : en samling folksagor / med teckningar av Einar Forseth. Stockholm: Andelsförlaget. 1918. Libris 1542476
- Det var en gång : folksagor från olika länder / utvalda och återgivna av Elias Grip ; illustratör G. Magnusson. Stockholm: Andelsförlaget. 1919. Libris 1652520
- Resan till sagolandet : berättad för småttingar / illustrerad av A. T. Byberg ; utgiven av Stina Quint. Stockholm: Folkskolans barntidn :s förl. 1920. Libris 1652525
- Ormkungen och andra sagor. Barnbiblioteket Saga, 99-0448970-X ; 83. Stockholm: Svensk läraretidning. 1921. Libris 1469840
- Trollflöjten : sägner, sagor och berättelser / originalteckningar av Brita Ellström, Aina Masolle och Ingeborg Uddén. Barnbiblioteket Saga, 99-0448970-X ; 84. Stockholm: Svensk läraretidning. 1921. Libris 1469841
- Indiska folksagor. Stockholm: Norstedt. 1924. Libris 1474127
- Junker Görans äventyr och andra folksagor. Stockholm: Andelsförlaget. 1926. Libris 1330716
- De röda svärdsliljorna : folksagor från olika länder. Uppsala: Lindblad. 1931. Libris 1354829

### Varia
- Folkloristisk mosaik af tre bland 1896 års "landsmålare" i Uppland. [Uppsala]. 1897. Libris 2491116 - Tillsammans med Sune Amrosiani och Erik Kruuse.
- Några bidrag till kännedom om uppländsk folkmytologi enligt sägner från Bälinge och Norunda härader. Uppsala. 1897. Libris 1492362
- Skuttunge- ock björklingemål : folksägner / upptecknade av Elias Grip. Nyare bidrag till kännedom om de svenska landsmålen ock svenskt folkliv, 99-0463501-3 ; 18 :3. Stockholm: Norstedt. 1899. Libris 1990934
- Drag ur Upplandsdialekt hos Ericus Schroderus. [Nyare] bidrag till kännedom om de svenska landsmålen och svenskt folkliv. 18 :4. 1900. Stockholm. 1900. Libris 2674754
- Skuttungemålets ljudlära : akademisk avhandling. Stockholm: Norstedt. 1901. Libris 415033
- Über sonatische Nasalen in der deutschen Umgangssprache. [Upsala]. 1905. Libris 2674759
- Studier och ströftåg i Tyskland och Holland. Stockholm: Norstedt. 1909. Libris 1613750
- Ett besök i Berchtesgaden och ett par sägner från Alperna. Stockholm. 1911. Libris 5gc1kk3v357zqk9j. https://urn.kb.se/resolve?urn=urn:nbn:se:kb:eod-2674752
- Vår vitterhets stormän under 1800-talet. 1-7. Sveriges kristliga studentrörelses folkskrifter. Uppsala. 1915-1929. Libris 870718 - 1. Erik Gustaf Geijer. - 2. Esaias Tegnér. - 3. P.D.A. Atterbom. - 4. C.J.L. Almquist. - 5. Viktor Rydberg. 6. Gunnar Wennerberg. - 7. Carl Snoilsky.
- Marco Polo : hans resor i Asien och skildringar från fjärran östern : efter utländska källor / med originalillustrationer av Edward Berggren ... ; redaktör: A. Hammarlund. Barnbiblioteket Saga, 99-0448970-X ; 55. Stockholm: Svensk läraretidning. 1916. Libris 1649276
- Några bidrag till kännedom om svenskt allmogeliv : folksed, folktro och folkdiktning i Uppland. Stockholm: Bergvall. 1917. Libris 1180356
- Några drag af E.G. Geijers barndoms- och ungdomslif. Stockholm. 1916. Libris 2674757
- Abraham Lincoln : en livsbild. Uppsala: Lindblad. 1918. Libris 1652518
- En arbetets man, James A. Garfield : lefvnadsteckning. Uppsala: Lindblad. 1919. Libris 1652521
- Johan Olof Wallin : en livsbild. Uppsala: Lindblad. 1919. Libris 1283722
  -  2., genomsedda uppl. Uppsala: Lindblad. 1929. Libris 1330715
- Svenska märkesmän. 1-5 : kortfattade levnadsteckningar. Stockholm: Bergvall. 1919. Libris 1989026
- John Ericsson : en livsbild. Uppsala: Lindblad. 1920. Libris 1652523
- Några uppfinnare och banbrytare. Uppsala: Lindblad. 1920. Libris 1652524
- Sin egen lyckas smed : kortfattade livsbilder. Stockholm: Diakonistyrelsen. 1921. Libris 1474128
- I människokärlekens tjänst : kortfattade livsbilder. Läsebok för fortsättningsskolor ; D. 1. Stockholm: Folkskolans barntidnings förl. 1924. Libris 2674755
- Den gyllene kedjan : biografiska skisser. Stockholm: Diakonistyrelsen. 1926. Libris 1330713
- Naturtydande folksagor. Studentföreningen Verdandis småskrifter, 99-0470915-7 ; 306. Stockholm: Bonnier. 1926. Libris 1337245
- Kulturhistoriska småbilder. Studentföreningen Verdandis småskrifter, 99-0470915-7 ; 313/314. Stockholm. 1927. Libris 1337248
- Sällsamma levnadsöden. Stockholm: Diakonistyr. 1928. Libris 1330719
- Från folktrons och sägnernas värld. Studentföreningen Verdandis småskrifter, 99-0470915-7 ; 332. Stockholm: Bonnier. 1929. Libris 1337264

### Redaktör
- Nyare svensk litteratur : urval. Läsebok för fortsättningsskolan ; 5. Stockholm: Norstedt. 1924. Libris 1378272
- Svensk litteratur : urval. Läsebok för kommunala mellanskolor. Stockholm: Norstedt. 1926. Libris 1330717
- Det senaste seklet i svensk diktning : urval. Stockholm: Norstedt. 1927. Libris 1330714
- Svensk poesi från senaste halvseklet i urval. Stockholm: Norstedt. 1928. Libris 1330718
- Dahlgren, Carl Fredric (1929). Utdrag ur Carl Fredrik Dahlgrens Ungdomsfantasier eller Nahum Fredrik Bergströms krönika av och över honom själv / utgiven med anmärkningar av Elias Grip. Stockholm: Norstedt. Libris 1324114

### Översättningar (urval)
- Kina under sista änkekejsarinnan (utarbetad af J. O. Bland och E. Backhouse, Norstedt, 1912)
- Daniel Defoe: Kapten Bobs färder och äventyr i Afrika (Åhlén & Åkerlund, 1917)